# Artakses III
Artakses III, Artaszes III (orm:Արտաշես Երրորդ) – król Armenii w latach 18 n.e. – 35 n.e. Syn króla Pontu Polemona I Pytodorosa.
Po wygaśnięciu dynastii Artaksydów Rzym toczył nieustanne wojny z Partią o dominację nad Armenią. Mocarstwa nie mogły ostatecznie utwierdzić swojego panowania nad tym krajem, dlatego w tym okresie kolejni królowie armeńscy są z nadania cesarza rzymskiego albo króla partyjskiego. Arsakes III został wprowadzony na tron przez Germanika, następnie wyparty z Armenii przez Arsakesa, syna króla Artabanusa II.